# Xya vicheti
Xya vicheti är en insektsart som först beskrevs av Carl Otto Harz 1971.  Xya vicheti ingår i släktet Xya och familjen Tridactylidae. Inga underarter finns listade i Catalogue of Life.